# Tillandsia steiropoda
Tillandsia steiropoda är en gräsväxtart som beskrevs av Lyman Bradford Smith. Tillandsia steiropoda ingår i släktet Tillandsia och familjen Bromeliaceae. Inga underarter finns listade i Catalogue of Life.